# Hasee
Hasee Computer Company Ltd (en chino, 神舟电脑; pinyin, Shénzhōu Diànnǎo) es un fabricante de ordenadores personales chino con sede en Shenzhen, Cantón, China. Hasee es uno de los mayores fabricantes chinos de ordenadores. La compañía fue fundada en 1995 e inicialmente fabricaba tarjetas gráficas.

## Productos
Entre sus productos se incluyen ordenadores de escritorio con precios competitivos, ordenadores portátiles y panel PCs. Hasee fabrica sus propias placas base, pero ya no fabrica tarjetas gráficas.

## Filiales
Las filiales de Hasee son:
- Shenzhen Hasee Computer Co Ltd
- Shenzhen Paradise Science and Technology Co Ltd
- Shenzhen Hass IC Co Ltd
- Shenzhen Creative Science and Technology Co Ltd
- Hasee Electronics Fty
- Shenzhen Paradise Advertisement Co Ltd

## Centros de producción e instalaciones
Sus instalaciones incluyen 230.000 m² en el Hasee Industrial Park ubicado en Bantian, Shenzhen. En total se estima que entre todas las instalaciones de Hasee suman 400.000 m² en 2004.
Los centros de producción, a partir de 2004, cuentan con un sitio en Longgang, Shenzhen.

## Sistemas Operativos
Entre los sistemas operativos instalados por defecto en los ordenadores de Hasee se encuentran Fedora, Linux Mint, Opensuse, Ubuntu y Windows.[cita requerida]